# رازوان ساباو
 رازوان ساباو (انگلیسی: Răzvan Sabău؛ زاده ۱۸ ژوئن ۱۹۷۷) یک تنیس‌باز اهل رومانی است.